# Bert André
Pour les articles homonymes, voir André.
Bert André est un acteur néerlandais né le 6 août 1941 à Maastricht aux Pays-Bas et mort le 21 mai 2008  à Anvers.

## Filmographie
- 1967 : Mauritius (TV) : Frits Pauch
- 1968 : Hebben (TV) : De oude Vago
- 1969 : Bert & Bertje (série télévisée) : Bert
- 1969 : Fysici, De (TV) : Blocker
- 1969 : Wij, heren van Zichem (série télévisée) : Hilaire, waard in Leuven
- 1969 : Klucht van de brave moordenaar (TV) : Floor
- 1969 : Koning Lear (TV) : Ridder van Lear
- 1969 : Dienstlift, De (TV) : Gus
- 1969 : Helleschip, Het (TV) : Bootsman
- 1970 : Wat u maar wilt (TV) : Curio
- 1970 : Scapin (TV) : Argante
- 1970 : Poker (TV) : Nachtwaker
- 1970 : Politie (TV) : Hoofdcommissaris Mrozek
- 1971 : Middenstandsbruiloft (TV)
- 1971 : Mira de Fons Rademakers
- 1972 : Louisa, un mot d'amour (Louisa, een woord van liefde)
- 1972 : Poetsoek (TV) : Cenneh Machulka
- 1972 : La Pente douce : un ouvrier agricole
- 1972 : Poppenhuis, Het (TV) : Nils Krogstad
- 1972 : Levende lijk, Het (TV) : Alexandrov, alcoholist
- 1973 : Schapenbron (TV) : Koning
- 1973 : Turks fruit
- 1974 : Trouwfeest (TV) : le père
- 1974 : Weduwe Holroyd (TV) : Holroyd
- 1974 : Schapenborre (TV) : Koning
- 1974 : Mathieu Legros, de held van Austerlitz (TV) : Mathieu
- 1976 : Clowns minus I
- 1976 : Pallieter
- 1976 : Herberg in het misverstand, De (TV) : Middelste broer van Maarten
- 1976 : Als schilders konden spreken (TV)
- 1976 : Voorjaarsontwaken (TV) : Prof. Vliegenvanger
- 1976 : Komst van Joachim Stiller, De : Assistent lijkenhuisdirekteur
- 1977 : Spoken van de Torenburcht, De
- 1977 : Le Mur italien (TV) : Kamiel
- 1977 : Dokter Vlimmen : Gedubde stem van de smid
- 1977 : Dievenbal, Het (TV) : Dupont-Dufort vader
- 1977 : Lanceloet van Denemarken (TV) : Reinout
- 1977 : Wierook en tranen (TV) : Duits soldaat
- 1977 : Soldaat van Oranje : Gekke Dirk
- 1977 : Mirakel van St. Antonius, Het (TV) : Politiekommissaris
- 1978 : In kluis : Wachter
- 1978 : Mannetje in de maan, Het : Rufus
- 1978 : Hedda Gabler de Jan Decorte : Eljert Lövborg
- 1978 : Verloren paradijs, Het : Jan Boel
- 1978 : Opgezet staat netjes (TV)
- 1979 : Deportatie
- 1979 : Dode, De
- 1979 : Slachtvee : Inspekteur
- 1979 : Femme entre chien et loup (Een vrouw tussen hond en wolf) : Slager
- 1979 : Éverard t'Serclaes (TV) : Goort Bossart
- 1980 : De Nieuwe Mendoza (TV) : Biederling
- 1980 : Mijn mooie bioscoop (TV)
- 1981 : Come-Back (en) : Pater
- 1982 : Prima service : Zoon
- 1982 : Hiver 60 : Marinier
- 1982 : De Potloodmoorden : Vertommen
- 1982 : Wodka Orange : Café-uitbater
- 1982 : Voor de glimlach van een kind
- 1982 : Tijd om gelukkig te zijn : Vertegenwoordiger
- 1982 : Het Beest : Onderzoeksrechter
- 1983 : Souper, Het (TV)
- 1983 : Benvenuta : Le garçon de café
- 1984 : Xenon (série TV) : Kapitein van de rijkswacht
- 1984 : Huisbewaarder, De (TV) : Aston
- 1985 : Ongeluk, Het
- 1985 : Leeuw van Vlaanderen, De : Eremiet (I)
- 1985 : Vulgaire geschiedenis van Charelke Dop, De (TV) : Gille
- 1986 : Les Roses de Matmata : Monsieur Simon
- 1986 : Adriaen Brouwer (feuilleton TV)
- 1986 : Les Gravos : Buurman Neuteboom
- 1987 : Mik, Mak en Mon (série TV) : Prof. Graf
- 1987 : Skin : Sergeant
- 1987 : Verhalen uit het Weense woud (TV)
- 1988 : Zoete smaak van goudlikeur, De (TV) : Kelner
- 1989 : Boerenpsalm
- 1989 : Rituelen : monseigneur
- 1989 : Schietspoeldynastie, De (TV) : Smid
- 1990 : Cambriole
- 1990 : My Blue Heaven (nl) : Mr. Koopmans
- 1991 : Vol-au-vent
- 1991 : Boys : Mr. Nellens
- 1991 : Chevies and Cadies
- 1991 : Ramona (série télévisée) : Arthur
- 1992 : Levenslang
- 1992 : Luchtbrug, De
- 1992 : Flodder in Amerika! : Neighbour Neuteboom
- 1993 : La Nature humaine
- 1993 : Check the Gate
- 1993 : Laatste vriend, De
- 1994 : Gele verf
- 1995 : Ventimiglia : Bert Andre
- 1995 : Vliegende Hollander, De : Cackpot
- 1995 : Flodder 3 : Buurman Neuteboom
- 1995 : Les Hommes et les femmes sont faits pour vivre heureux... mais pas ensemble (TV)
- 1996 : Grijs : Man 1 & 2
- 1996 : Buenos Aires, Here We Come
- 1996 : Zeemeerman, De : Ambtenaar Stoffels
- 1997 : Sardsch (feuilleton TV) : Kommissar Martens
- 1998 : Paradijs, Het (TV) : Jean-Pierre
- 1999 : Nacht
- 1999 : Kaas : dokter Laarmans
- 1999 : Aanspreker, De
- 1999 : Devil in Disguise
- 2000 : Kamiels kerstverhaal (TV) : Huisbaas
- 2001 : Novellen: Shit Happens (TV)
- 2001 : Stille waters (série télévisée) : Antoine de Bethune
- 2002 : Snapshot : Man fotowikel
- 2002 : Dennis (série télévisée) : Toon Droeshout
- 1993 : Wittekerke (nl) (série TV) : Karel Geirnaert (2002-2003)
- 1995 : Thuis (série TV) : Marcel (2002)
- 2003 : Au-delà de la lune (Verder dan de maan) : Aad Schiller
- 2004 : Beetje liefde, Een
- 2004 : Mcdollars : Joop
- 2004 : 10 jaar leuven kort
- 2005 : Matrioshki : Le Trafic de la honte (feuilleton TV) : Henri Boon
- 2005 : Halleluja! (série TV) : St Pieter
- 2005 : Vet hard : Dr Van Isacker
- 2005 : Broadcast : Frans